# Sveriges U17-damlandslag i volleyboll
Sveriges damungdomslandslag i volleyboll representerar Sverige i juniorsammanhang (max 17 år) på damsidan i volleyboll. Naoko Hashimoto är förbundskapten (2022).
Laget har deltagit i Nevza U17-mästerskapet åtskilliga gånger och vann turneringen 2022. De har också deltagit i kval till ungdoms-EM, dock ännu utan att kvalificera sig för huvudturneringen.